# Mécanique (lutherie)
Pour Cet article traite de la mécanique en lutherie. Pour les autres significations, voir Mécanique.

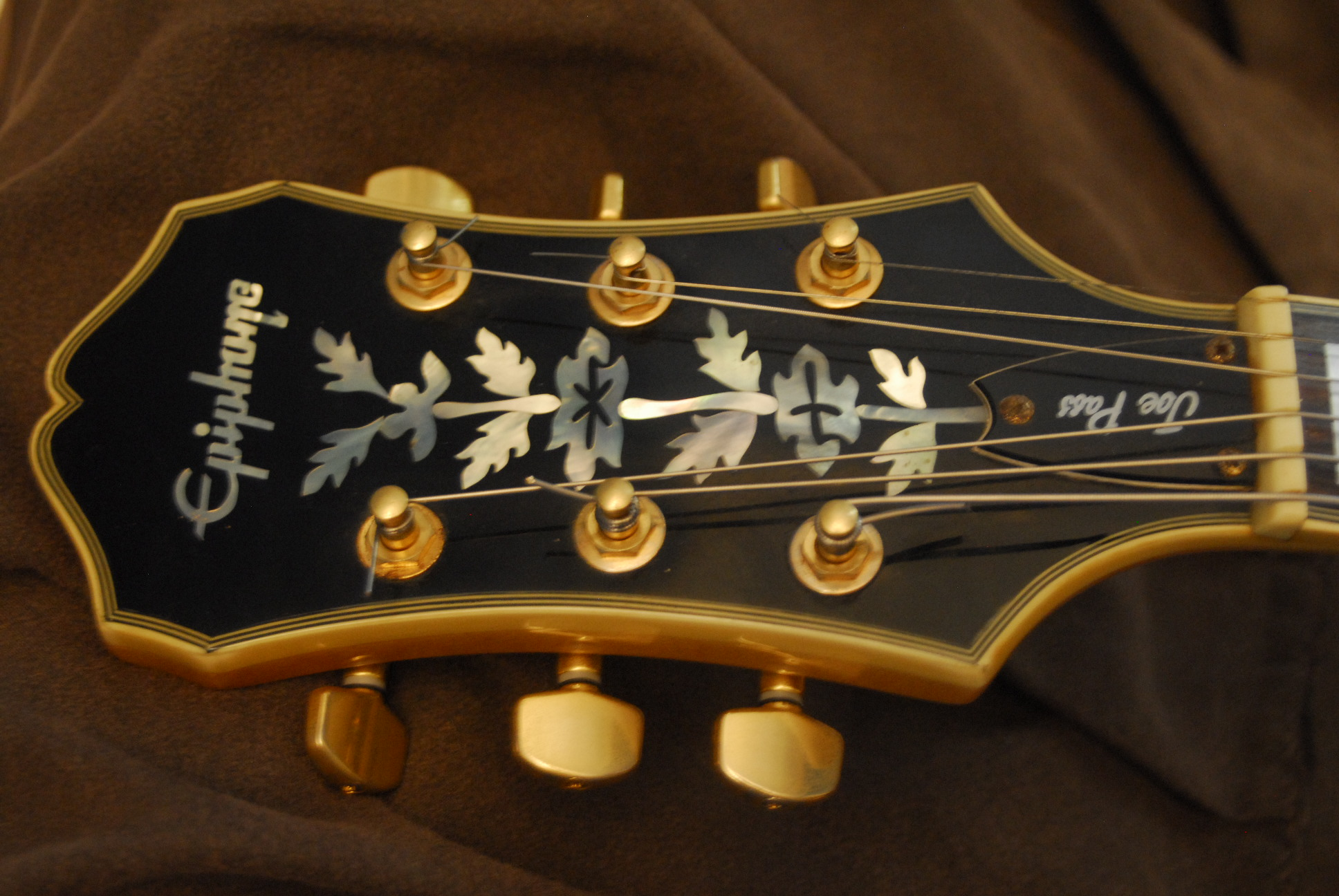
Des mécaniques sur une guitare.

En lutherie, une mécanique est un objet permettent, sur un grand nombre d'instruments à cordes tel que la guitare ou la mandoline, de tendre ou détendre une corde afin d'obtenir la note voulue. C'est un engrenage constitué d'une vis d'une cheville en métal sur laquelle est fixée la corde. En tournant la mécanique, on tend ou détend la corde.

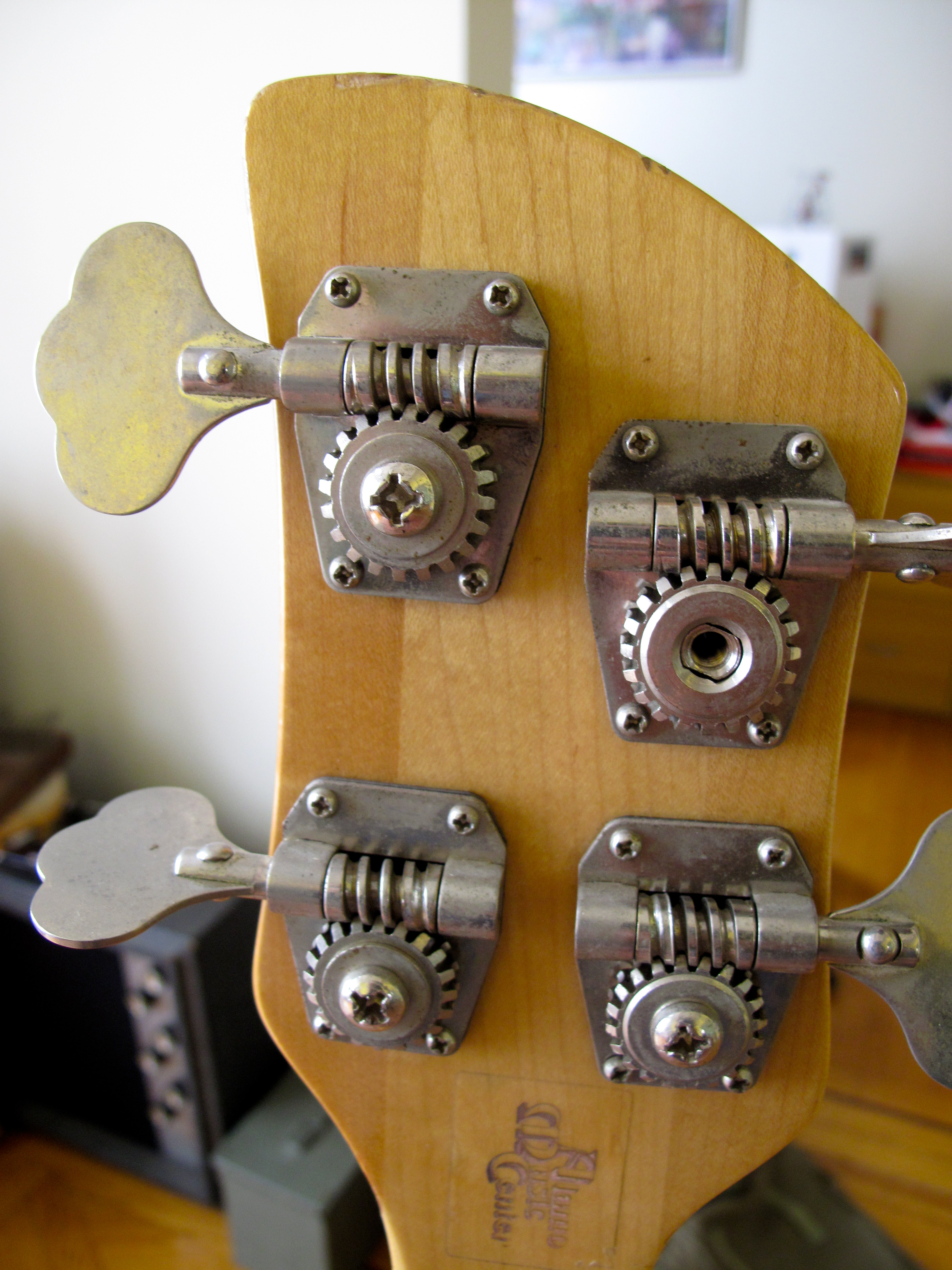
Quatre mécaniques d'une basse Rickenbacker 3000, vue arrière.

La mécanique s'inspire du principe de la cheville de violon en y apportant quelques améliorations. En effet, le système de la cheville est peu précis. À l'inverse, la mécanique est un engrenage, permettant un accord de la corde relativement juste.